# Museo de Historia Natural de Arizona

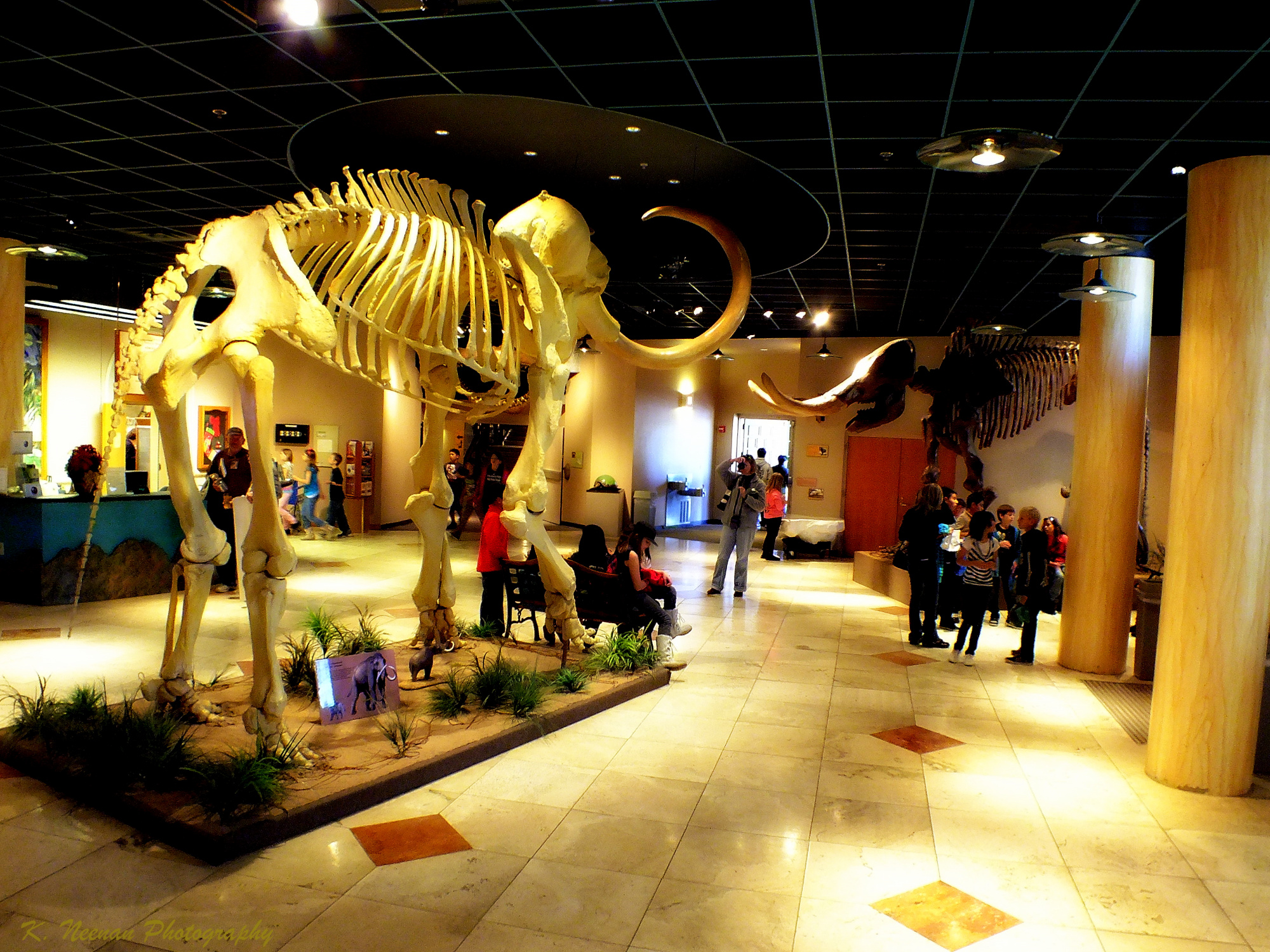
Interior del museo

El Museo de Historia Natural de Arizona (en inglés, Arizona Museum of Natural History; originalmente, Mesa Southwest Museum) es un museo de historia natural en Mesa, una localidad de Arizona, al sur de los Estados Unidos. Exhibe la historia natural y cultural del suroeste de ese país.
El Museo de Historia Natural de Arizona se fundó como un pequeño museo en el Ayuntamiento en 1977, con una pequeña colección de artefactos de Arizona, en un edificio diseñado por Lescher y Mahoney que se había construido en 1937 con fondos de WPA y que originalmente albergaba diversas instalaciones, un centro de tenis, la biblioteca de la ciudad, instalaciones de la policía y los bomberos. Hubo ampliaciones al edificio en 1983 y 1987, y en el 2000 se añadió una nueva ala. El complejo principal del museo actual tiene cerca de 6.900 m², de los cuales alrededor de 4.300 m² se dedican a exposiciones que contienen una colección de unos 60.000 objetos de historia natural, antropología, historia y arte, con aproximadamente 10.000 fotografías históricas. El museo está abierto todos los días de 10:00 a. m. a 5:00 p. m. excepto el lunes.